# Aftokinitodromos 11
Der Aftokinitodromos 11 / Αυτοκινητόδρομος 11 (griechisch für ‚Autobahn 11‘) ist eine geplante griechische Autobahn in Mittelgriechenland und soll die Autobahn 1 bei Shimatari mit Chalkida auf der Insel Euböa verbinden.